# Фред Сімондссон
Фред Сімондссон (швед. Fred Simonsson; нар. 27 листопада 1994) — колишній шведський тенісист.
Найвищу одиночну позицію світового рейтингу — 633 місце досяг 1 серпня 2016, парну — 195 місце — 20 лютого 2017 року.
Здобув 1 одиночний та 2 парні титули.
Завершив кар'єру 2019 року.

## Титули ATP Челленджер і ITF Ф'ючерс

### Одиночний розряд: 1
| Легенда                |
| ---------------------- |
| Тур ATP Челленджер (0) |
| Тур ITF Ф'ючерс (1)    |

| Ранг | Дата     | Турнір                | Покриття | Суперник       | Рахунок  |
| ---- | -------- | --------------------- | -------- | -------------- | -------- |
| 1.   | Тра 2015 | Карлскруна, Швеція F1 | Ґрунт    | Тімон Райхельт | 6–1, 6–3 |

### Парний розряд: 16
| Легенда (парний розряд) |
| ----------------------- |
| Тур ATP Челленджер (2)  |
| Тур ITF Ф'ючерс (14)    |

| Ранг | Дата     | Турнір                      | Покриття | Партнер          | Суперники                              | Рахунок               |
| ---- | -------- | --------------------------- | -------- | ---------------- | -------------------------------------- | --------------------- |
| 1.   | Жов 2012 | Єнчепінг, Швеція F7         | Тверде   | Філіп Берґеві    | Калле Аверфальк Робін Олін             | 6–2, 6–3              |
| 2.   | Вер 2013 | Фалун, Швеція F6            | Тверде   | Мілош Секулич    | Єспер Брунстрем Генрі Контінен         | 3–6, 6–3, [10–5]      |
| 3.   | Тра 2015 | Бостад, Швеція F2           | Ґрунт    | Джонатан Мрідга  | Даніель Аппельґрен Мікаель Імер        | 6–1, 6–7(5–7), [10–7] |
| 4.   | Тра 2015 | Бостад, Швеція F3           | Ґрунт    | Джонатан Мрідга  | Сердар Боядьєва Драгош Ніколае Медераш | 7–6(7–4),6–2          |
| 1.   | Бер 2016 | Єнчепінг Challenger, Швеція | Тверде   | Ісак Арвідссон   | Маркус Ерікссон Мілош Секулич          | 6–3, 3–6, [10–6]      |
| 5.   | Бер 2016 | Іракліон, Греція F1         | Тверде   | Ісак Арвідссон   | Максим Дубаренко Маркус Ерікссон       | 6–1, 7–6(7–3)         |
| 6.   | Тра 2016 | Карлскруна, Швеція F1       | Ґрунт    | Ісак Арвідссон   | Марк Дейкгейзен Колін ван Бем          | w/o                   |
| 2.   | Лип 2016 | Бостад Challenger, Швеція   | Ґрунт    | Ісак Арвідссон   | Юган Брунстрем Андреас Сільєстрем      | 6–3, 7–5              |
| 7.   | Жов 2016 | Фалун, Швеція F5            | Тверде   | Ісак Арвідссон   | Маркус Ерікссон Мілош Секулич          | 7–6(7–1), 4–6, [11–9] |
| 8.   | Лис 2016 | Mishref, Кувейт F1          | Тверде   | Даніель Альтмаєр | Санджар Файзієв Шонігмат Шофайзієв     | 7–6(7–3), 6–2         |
| 9.   | Тра 2017 | Бостад, Швеція F2           | Ґрунт    | Ісак Арвідссон   | Фред Жіл Маріо Вілелья Мартінес        | 6–3, 3–6, [10–8]      |
| 10.  | Вер 2017 | Пула, Італія F29            | Ґрунт    | Коррадо Суммаріа | Крістіан Карлі Андреа Вавассорі        | 6–1, 6–4              |
| 11.  | Бер 2018 | Доха, Катар F1              | Тверде   | Йонас Меркс      | Зізу Берґс Скотт Ґрікспор              | 6–7(3–7), 6–3, [10–4] |
| 12.  | Бер 2018 | Доха, Катар F2              | Тверде   | Зізу Берґс       | Марек Ґенґель Матей Воцель             | 6–4, 3–6, [10–6]      |
| 13.  | Тра 2018 | Карлскруна, Швеція F1       | Ґрунт    | Маркус Ерікссон  | Отто Віртанен Луїс Весельс             | 6–1, 1–6, [10–5]      |
| 14.  | Вер 2018 | Стокгольм, Швеція F4        | Тверде   | Маркус Ерікссон  | Антуан Бейє Йоганнес Гертайс           | 2–6, 6–4, [10–8]      |